# New Wave Hookers
New Wave Hookers ist ein US-amerikanischer Pornofilm von Gregory Dark, der 1985 die „Nouvelle Vague“ des Pornofilms einläutete.

## Handlung
Der Film handelt von Jamal (Jack Baker) und Jimmy (Jamie Gillis), die sich Witze vor dem Fernseher erzählen und über Frauen unterhalten. Dann schlafen die beiden ein und der Film zeigt ihre sexuellen Fantasien mit Frauen, die von New-Wave-Musik inspiriert werden.

## Wissenswertes
- Der Film existiert in drei unterschiedlichen Fassungen. Die ursprüngliche Version mit Traci Lords wurde in den USA aus dem Handel genommen, als bekannt wurde, dass Lords beim Dreh noch nicht volljährig war. Der Film wurde dann mit einer Ersatzszene mit Ginger Lynn veröffentlicht.
- Der Film hat einen New-Wave-Soundtrack.
- Der Film zählt zu den Pornofilm-Klassikern der 1980er-Jahre.
- Der Film belegt Platz 17 auf der Liste der "101 Greatest Adult Tapes of All Time" von AVN.

## Auszeichnungen
- 1985: Adult Film Association of America Award: „Best Sex Scene“
- Der Film wurde in die XRCO Hall of Fame aufgenommen.

## Remake
2005 veröffentlichte VCA eine Neuverfilmung des Regisseurs Eon McKai mit dem Titel „Neu Wave Hookers“. Im Remake kaufen sich zwei Frauen (gespielt von Joanna Angel und Riley Mason) auf einem Flohmarkt eine Originalausgabe des Pornoklassikers von Gregory Dark. Sie schauen sich den Film zusammen mit ihren Freundinnen (gespielt von Justine Joli, Felix Vicious, Sierra Sinn und Tiger) an und fantasieren dann über Leidenschaft und Sex. Später steigen die Frauen in das Büro des Produzenten von VCA ein und finden die Akten des Falls Traci Lords. Im Remake bezieht sich der Regisseur Eon McKai zwar auf Gregory Dark, Neu Wave Hookers ist jedoch kein klassisches Remake. Auffällig sind die spezielle Bildsprache und der Electro-Soundtrack, eine Hommage an den Klassiker, der damals einen besonderen New Wave Sound hatte.

## Fortsetzungen
Es wurden mehrere Fortsetzungen gedreht:
- New Wave Hookers 2 (1991, Regisseur: Gregory Dark), AVN Award 1992 als „Best Selling Title of the Year“
- New Wave Hookers 3 (1993, Regisseur: Gregory Dark), AVN Award 1994 als „Best Renting Title of the Year“ und „Best Group Sex Scene - Film“ (Crystal Wilder, Tyffany Million, Lacy Rose, Francesca Lé, Jon Dough & Rocco Siffredi)
- New Wave Hookers 4 (Regisseur: Gregory Dark)
- New Wave Hookers 5 (1997, Regisseur: Michael Ninn), AVN Award 1998 als „Best Renting Title of the Year“ und „Best Special Effects“
- New Wave Hookers 6 (Regisseur: Antonio Passolini)
- New Wave Hookers 7 (Regisseur: Antonio Passolini)